# Италиански език
Италианският език (italiano или lingua italiana) е език от романския клон на индоевропейските езици, произлязъл от простонародния латински език на Римската империя. По исторически и по географски причини той (заедно със сардинския) е романският език, който се различава най-малко от латинския.
Говорен от около 85 милиона души по света и майчин език на 67 милиона души (2024), италианският е официален език на Италия, Сан Марино и Швейцария (кантони Тичино и Граубюнден) и е основният език на Ватикана. Има официален статут на малцинствен в Хърватия и в някои области на Словенска Истрия. Говори се и от големите общности на имигранти и емигранти в Северна и Южна Америка и Австралия. Той е включен в езиците, обхванати от Европейската харта за регионалните или малцинствените езици в Босна и Херцеговина и в Румъния, въпреки че не е нито съофициален, нито защитен език в тези страни.
Италианският е основен език в Европа, като е един от официалните езици на Организацията за сигурност и сътрудничество в Европа и един от работните езици на Съвета на Европа. Това е третият най-разпространен роден език в Европейския съюз (13% от населението на ЕС) и се говори като втори език от 13,4 милиона граждани на ЕС (3%). Включвайки говорещите италиански език в европейски страни извън ЕС (като Швейцария, Албания и Обединеното кралство) и на други континенти, общият брой говорещи е приблизително 85 милиона. Италианският е основният работен език на Светия престол, служещ като лингва франка в римокатолическата йерархия, както и като официален език на Суверенния Малтийски орден. Италианският има значителна употреба в музикалната терминология и операта с множество италиански думи, отнасящи се до музиката, които са станали международни термини, възприети в различни езици по света.
Италианският е класиран на 23-то място сред езиците по брой говорещи в света и в Италия се използва от приблизително 58 милиона жители. През 2015 г. той е майчиният език на 90,4% от жителите на Италия. В Италия той се използва широко за всички видове комуникация в ежедневието и широко преобладава в националните медии, в публичната администрация на Италианската държава и в издателската дейност. Някои говорещи италиански език са родени двуезични: те говорят както италиански (или в неговата стандартна форма, или в регионалните ми разновидности), така и местен език на Италия – най-често езикът, който се говори у дома в тяхното място на произход.
Страните със сравнително значителен брой италианоговорещи са Албания, Аржентина, Австралия, Белгия, Босна и Херцеговина, Бразилия, Канада, Хърватия, Малта, Египет, Еритрея, Франция, Германия, Израел, Либия, Лихтенщайн, Люксембург, Парагвай, Филипините, Пуерто Рико, Румъния, Саудитска Арабия, Словения, Тунис, Обединените арабски емирства, Обединеното кралство, Съединените щати и Венецуела.
Книжовният италиански е силно повлиян от тосканския диалект и е междинен между романските говори в Северна Италия и итало-далматинските говори в Южна Италия.
За разлика от повечето романски езици италианският е запазил разликата между кратките и удвоените съгласни в латински. От всички романски езици италианският е най-консервативен в речниковия си състав, макар че е напълно изгубил склонитбената система при имената (запазена отчасти в румънския).

## История
Историята на италианските говори е дълга и сложна, но съвременният книжовен език се оформя сравнително късно. Най-ранните писмени паметници на език, по-близък до италианските говори, а не на простонароден латински език, датират от втората половина на 10 век.
Това, което впоследствие ще се нарече италиански език, се оформя в творчеството на Данте Алигиери, които използва смесица от тоскански диалект и сицилиански говори в своята „Божествена Комедия“. Поради огромната популярност на творбата, нейният език постепенно се превръща в „lingua franca“ за населението на Апенинския полуостров.
Поради вековната политическата разпокъсаност на Апенинския полуостров местните говори и диалекти продължават да играят важна роля в съвременна Италия. Разликата между език и диалект е доста условна, но все пак за отделни езици се смятат неаполитанският, венецианският, сардинският, фриулийският, сицилианският.

## Фонетика

### Гласни звукове
В италианския има 7 гласни звука: /a/, /e/, /ɛ/, /i/, /o/, /ɔ/, /u/. Двойките /e/-/ɛ/ (тясно – широко е) и /o/-/ɔ/ (тясно – широко о) се записват с една и съща буква и това води до известно объркване у изучаващите италиански, макар че в повечето италиански говори съществуват и двата звука. Например в Северна Италия казват „perché“ [perˈkɛ] (защо) и „senti“ [ˈsenti] (слушай!), докато в централна и южна Италия казват [perˈke] и [ˈsɛnti]. Тези звукове обаче са различни, сравни [ˈpeska] (риболов) и [ˈpɛska] (праскова), които се пишат еднакво: pesca.
Съществуват дифтонги: (uo, iu, ie, ai), но в тях винаги участва неударено /u/ или /i/ преди или след ударена гласна. Неудареното /u/ в дифтонг има стойност на полугласна /w/, а неударено /i/ – на /j/, сравни: buono [ˈbwɔno] (добър), ieri [ˈjɛri] (вчера).
Трифтонгите са сравнително редки: например continuiamo (продължаваме), miei (мои), suoi (негови), aiuola (леха).

### Съгласни звукове
|                    | дву- бърнени | устнено- зъбни | венечни | зад- венечни | небни | задно- небни |
| ------------------ | ------------ | -------------- | ------- | ------------ | ----- | ------------ |
| носови             | m            |                | n       |              | ɲ     |              |
| преградни          | p, b         |                | t̪, d̪    |              |       | k, g         |
| преградно-проходни |              |                | t̪s̪, d̪z̪  | tʃ, dʒ       |       |              |
| проходни           |              | f, v           | s, z    | ʃ            |       |              |
| трептящи           |              |                | r       |              |       |              |
| странични          |              |                | l       |              | ʎ     |              |
| полугласни         |              |                |         |              | j     | w            |

Носовите съгласни се уеднаквяват с намиращите се зад тях съгласни: например заднонебни съгласни (/k/ или /g/), които преминават в [ŋ].
В италианския са присъщи удвоените съгласни, които са с по-голяма дължина. По дължина се различават всички съгласни освен /ʃ/, /ʦ/, /ʣ/, /ʎ/ /ɲ/, които са винаги удвоени, и /z/, която е винаги кратка.

## Диалекти
Всеки един от двадесетте региона на Италия се характеризира с локален диалект, който може да бъде както близък с книжовния италиански език, така и различен от него. От историческа гледна точка се смята, че тосканският диалект е най-близък до италианския език, но поради значителната глобализация на Северна Италия през последните години, реално се забелязва, че най-„чист“ италиански език се говори в региона Ломбардия, където броят на имигрантското население е най-високият за страната – над милион и половина души.
В Южна Италия диалектите се различават по-осезаемо от книжовния италиански език, тъй като са силно повлияни от езиците, които са били говорени там в древността – като гръцки и арабски. Речта на два от регионите – Кампания и Сицилия – е със статут на отделен език. Неаполитанският и сицилианският език са различни от италианския по звуков и граматичен състав, като неаполитанците и сицилианците, де факто, се смятат за двуезични. Въпреки че официалната комуникация и учебните процеси и в двете области се осъществяват изцяло на италиански език, в ежедневието си населението продължава да комуникира изцяло на локалния си език.